# Port of Liverpool Building
Il Port of Liverpool Building o Harbour Port Building (precedentemente noto come Mersey Docks e Harbour Board Offices) è un edificio di Liverpool. Si trova accanto al Royal Liver Building e al Cunard Building al complesso edilizio delle cosiddette Tre Grazie ("Three Graces") ed è uno dei punti di riferimento della città. Situato nell'area portuale di Pier Head, fa parte dell'area urbana che in passato era Patrimonio dell'Umanità (dal 2004, anno di assegnazione, al 2021, anno della revoca).
L'edificio è stato progettato da Sir Arnold Thornley e F.B. Hobbs ha progettato e completato nel 1907 in un periodo di costruzione di tre anni. Il neobarocco Port of Liverpool Building è una struttura in cemento armato con rivestimento in pietra di Portland. Sotto la grande cupola si trova un atrio ottagonale. Dal 1907 al 1994 fu sede dell'Autorità Portuale di Liverpool.

## Galleria d'immagini

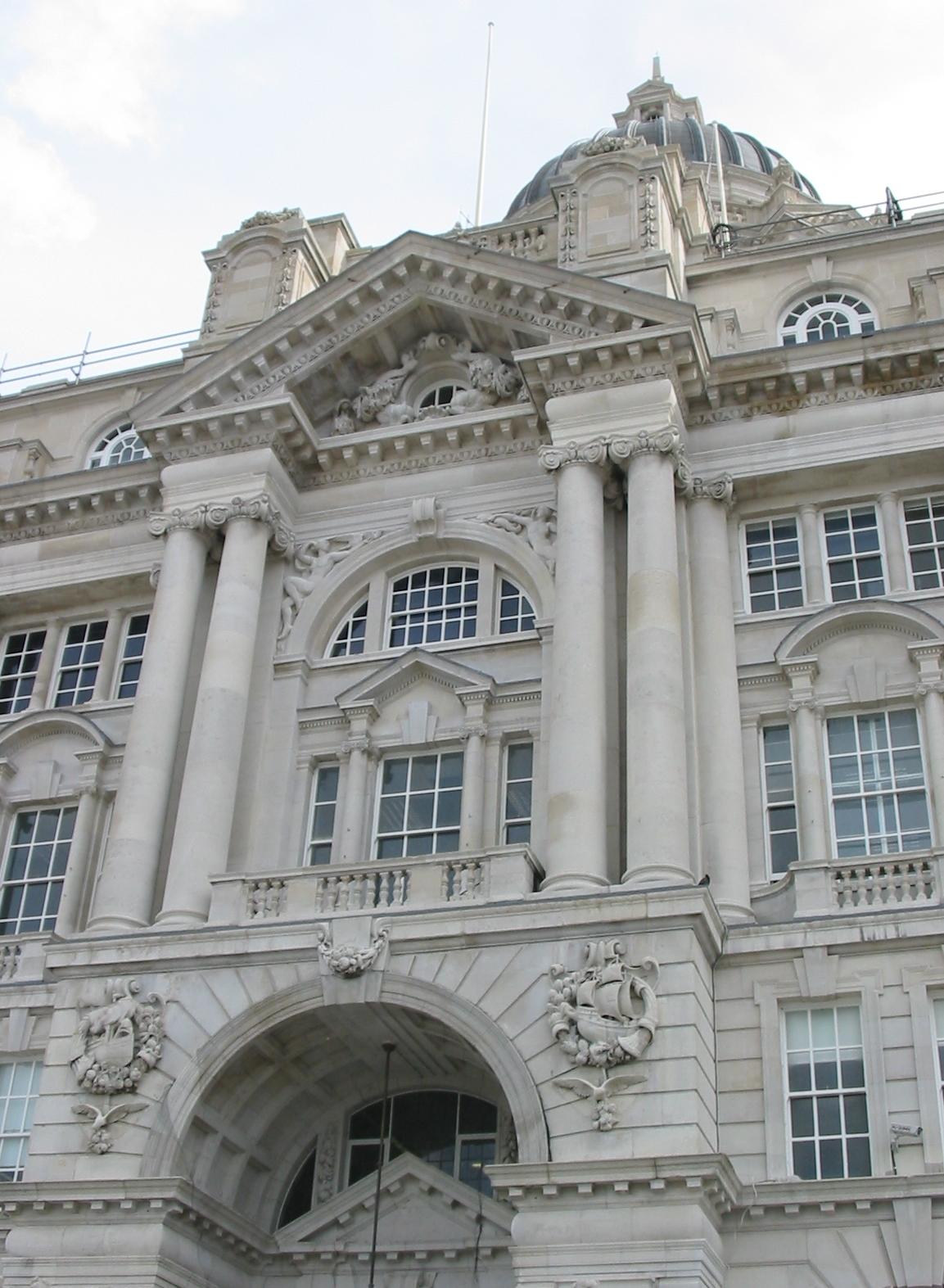
Port of Liverpool Building - Parte centrale dell'edificio
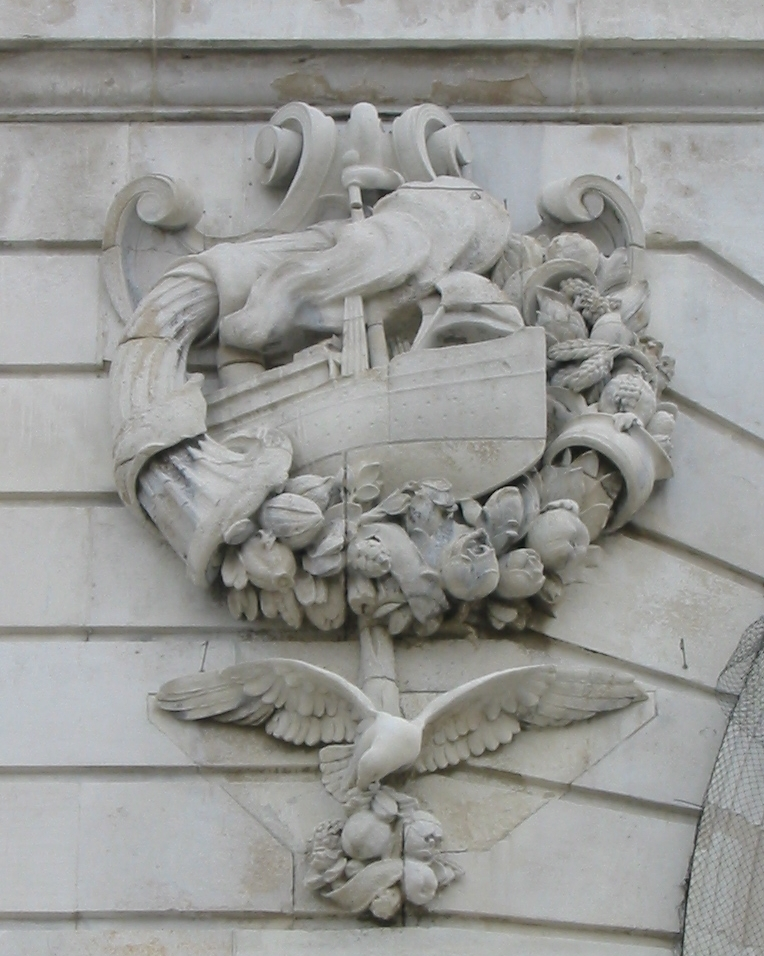
Port of Liverpool Building - Particolare dell'edificio
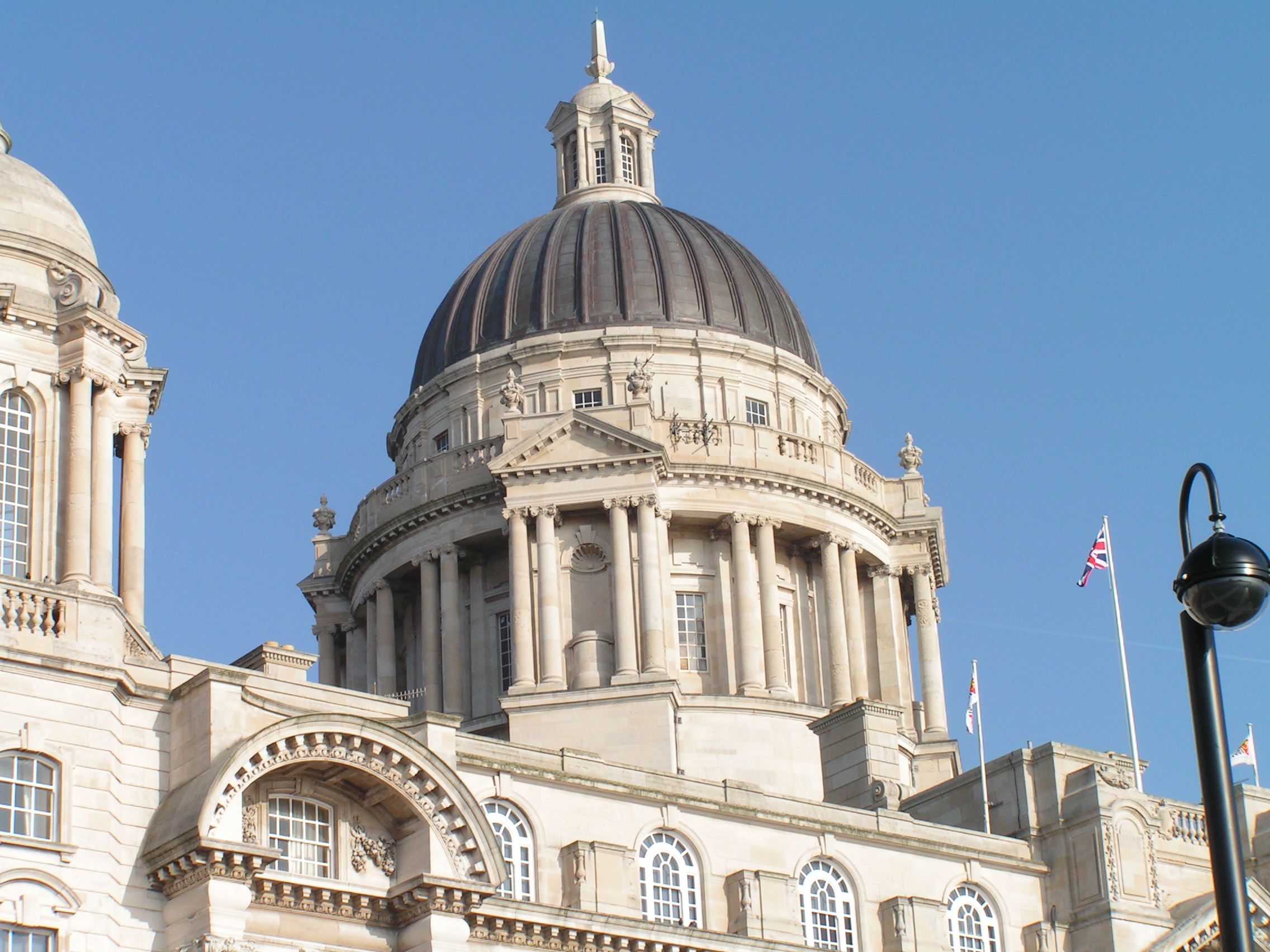
Port of Liverpool Building - Cupola
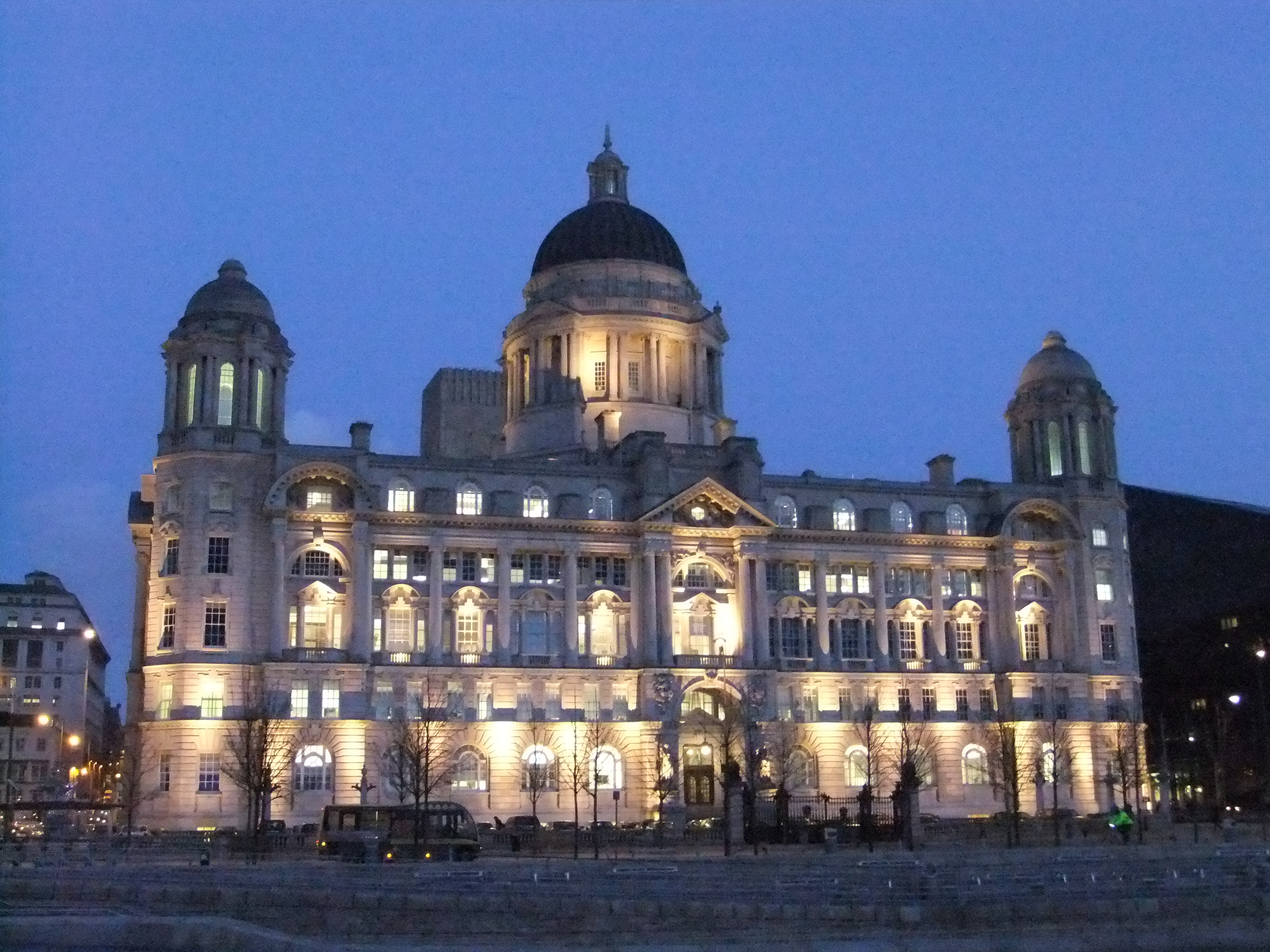
Port of Liverpool Building di notte